# الرونة (ذي السفال)

تعديل مصدري - تعديل

الرونة محلة تابعة لقرية الطهم، التابعة لعزلة الحبلة بمديرية ذي السفال إحدى مديريات محافظة إب في الجمهورية اليمنية، بلغ تعداد سكانها 52 حسب تعداد اليمن لعام 2004.